# Бахарево (Сафакулевский район)
Бахарево — деревня в Сафакулевском районе Курганской области. Входит в состав Бахаревского сельсовета.

## История
До 1917 года входило в состав Карасевской волости Челябинского уезда Оренбургской губернии. По данным на 1926 год состояла из 254 хозяйств. В административном отношении являлась центром Бахаревского сельсовета Яланского района Челябинского округа Уральской области.

## Население
| 1989 | 2002 | 2010 |
| ---- | ---- | ---- |
| 375  | ↘362 | ↘246 |

По данным переписи 1926 года в деревне проживало 1269 человек (620 мужчин и 649 женщин), в том числе: татары составляли 99 % населения.
Национальный состав
Согласно результатам Всероссийской переписи населения 2002 года, в национальной структуре населения татары составляли 84 %.

## Известные уроженцы, жители
Шарипов, Рамазан Шарипович (1892-1937) — советский военный, участник Первой мировой, Гражданской и Советско-польской войны, майор.